# لورانس جونسون (القافز بالزانة)
لورانس جونسون (بالإنجليزية: Lawrence Johnson)‏ هو القافز بالزانة أمريكي، ولد في 7 مايو 1974 في نورفولك في الولايات المتحدة.

## وصلات خارجية
- لورانس جونسون على موقع الاتحاد الدولي لألعاب القوى (الإنجليزية)
- لورانس جونسون على موقع أوليمبيديا (الإنجليزية)
- لورانس جونسون على موقع اللجنة الأولمبية والبارالمبية الأمريكية (الإنجليزية)